# Jan Eberwein
Jan Eberwein (* 19. Oktober 1945 in Wolfenbüttel) ist ein deutscher Schauspieler und Hörspielsprecher.

## Leben und Wirken
Jan Eberwein hatte Auftritte und Engagements auf vielen deutschen Theaterbühnen. Beispielsweise wirkte er 1980 am Schauspiel Köln in Kleists Das Käthchen von Heilbronn. Von 1982 bis 1986 war er für das Düsseldorfer Schauspielhaus und von 1986 bis 1991 für das Bayerische Staatsschauspiel tätig. Weitere Stationen waren 1991 das Schauspiel Bonn, 1997 das Badische Staatstheater Karlsruhe und 2000 das Nationaltheater Mannheim.
Seit 1971 trat er in verschiedenen deutschen Spielfilmen, Fernsehfilmen und Fernsehserien auf. Seine Karriere als Hörspielsprecher begann etwa zum gleichen Zeitpunkt. Inzwischen ist er an über 40 Produktionen deutscher Rundfunksender beteiligt.
Jan Eberwein ist mit der Schauspielerin Krista Posch verheiratet und lebt in München.

## Filmografie (Auswahl)
- 1970/71: Tournee (Fernsehserie, 1 Folge)
- 1972: Wir 13 sind 17 (Fernsehserie, 1 Folge)
- 1978: Tagebuch des Verführers (Fernsehfilm)
- 1980: Das Käthchen von Heilbronn (Fernsehfilm)
- 1994: Die Kommissarin (Fernsehserie, 1 Folge)
- 1997: Sophie – Schlauer als die Polizei (Fernsehserie, 1 Folge)
- 2002: In einer Nacht wie dieser (Fernsehfilm)
- 2004: Nicht meine Hochzeit

## Hörspiele (Auswahl)
- 1970: Reinhard Reinke: De Lindenbööm – Regie: Günther Siegmund
- 1971: Ingeborg Gurr-Sörensen: Twee linke Hannen – Regie: Günther Siegmund
- 1971: Fritz Völker: Uns arme Papa! – Regie: Heinz Lanker
- 1979: Arno Holz: Blechschmiede – Regie: Heinz von Cramer
- 1979: Helmut Homeyer: Stunde der Delphine – Regie: Wolfgang Woytt
- 1979: Lars-Olof Franzén: Vier Küsse – Regie: Frank E. Hübner
- 1979: John Arden: Pearl – Regie: Heinz Wilhelm Schwarz
- 1980: Frank Grützbach: Einige leere Zimmer – Regie: Hans Gerd Krogmann
- 1980: Raoul Wolfgang Schnell: Der Chef – Regie: Raoul Wolfgang Schnell
- 1981: Nazim Hikmet: Personenzug Haydarpasa-Eskkisehir – Regie: Heinz von Cramer
- 1981: Gillian Jones: Die Flucht – Regie: Kaye Mortley
- 1981: Ria Endres: Das fröhliche Endspiel – Regie: Heinz von Cramer
- 1981: Giannis Ritsos: Milos geschleift – Regie: Heinz von Cramer
- 1982: Jerzy Przezdziecki: Hast du Lust auf Liebe – Regie: Norbert Schaeffer
- 1982: Ingomar von Kieseritzky: Insufficienza oder himmlische Enttäuschungen – Regie: Heinz von Cramer
- 1982: Alexander Afinogenow: Dnipestran – Regie: Heinz von Cramer
- 1984: Uwe Timm: Lauschangriff – Regie: Dieter Carls
- 1985: Jochen Ziem: Ein Heim – Regie: Helga Krauss
- 1987: Oskar Panizza: Hundeleben 1892 – Regie: Heinz von Cramer
- 1988: Dorothy L. Sayers: Der Mann mit den Kupferfingern – Regie: Jürgen Dluzniewski
- 1988: Christiane Adam: Der Blitzschlag – Regie: Mario Andersen
- 1989: Walter F. Scott: Sir Walter Scotts Kreuzfahrer-Stories oder Die Rache des Blutfingers (1 Teil) – Regie: Alexander Schuhmacher
- 1989: Ingomar von Kieseritzky: Korridor 2009 oder Die Dekomposition – Regie: Heinz von Cramer
- 1991: Vallo Raun: Romantische Reise nach Dubrovnik – Regie: Dieter Carls
- 1991: Heinz von Cramer: Lacenaire oder Die Schurkenehre – Regie: Heinz von Cramer
- 1992: Hansjörg Schertenleib: Hotel Memory – Regie: Klaus-Dieter Pittrich
- 1992: Péter Horváth: Ciao, Bambino – Regie: Klaus Wirbitzky
- 1993: Agnieszka Lessmann: Fotografien – Regie: Irene Schuck
- 1993: Cees Nooteboom: Gyges und Kandaules – Regie: Hans Gerd Krogmann
- 1993: Akif Pirincci: Felidae (2 Teile) – Regie: Klaus-Dieter Pittrich
- 1995: Ekaterina Tomowa: Die vom Himmel Vergessenen (2 Teile) – Regie: Ulrich Gerhardt
- 1995: Edgar Lück: Das Königreich der Kinder (1. Folge: Ein nettes Skelett) – Regie: Klaus-Dieter Pittrich
- 1997: Roderich Feldes: Die Häsin – Regie: Ulrich Lampen
- 1997: Andy Smith: Stille Post – Regie: Ulrich Lampen
- 1997: Michael Ende: Momo (2 Teile) – Regie: Klaus-Dieter Pittrich
- 1998: Wilhelm Genazino: Langsam abfließendes Wasser – Regie: Ulrich Lampen
- 1999: Norman Lock: Die Herren, die Knechte und das Geld: Let’s make Money – Regie: Klaus-Dieter Pittrich